# Orientalisk avenbok
Orientalisk avenbok (Carpinus orientalis) är en björkväxtart som beskrevs av Philip Miller. Carpinus orientalis ingår i släktet avenbokar, och familjen björkväxter.
Arten förekommer med flera från varandra skilda populationer i Italien (inklusive Sicilien), på Balkanhalvön och över Turkiet fram till Kaukasus och norra Iran. Den växer i kulliga områden och bergstrakter mellan 100 och 1700 meter över havet. Carpinus orientalis är utformad som en buske eller som ett litet träd. Den ingår i lövfällande skogar eller i buskskogar.
För beståndet är inga hot kända. IUCN listar arten som livskraftig (LC).

## Underarter
Arten delas in i följande underarter:
- C. o. macrocarpa
- C. o. orientalis

## Bildgalleri

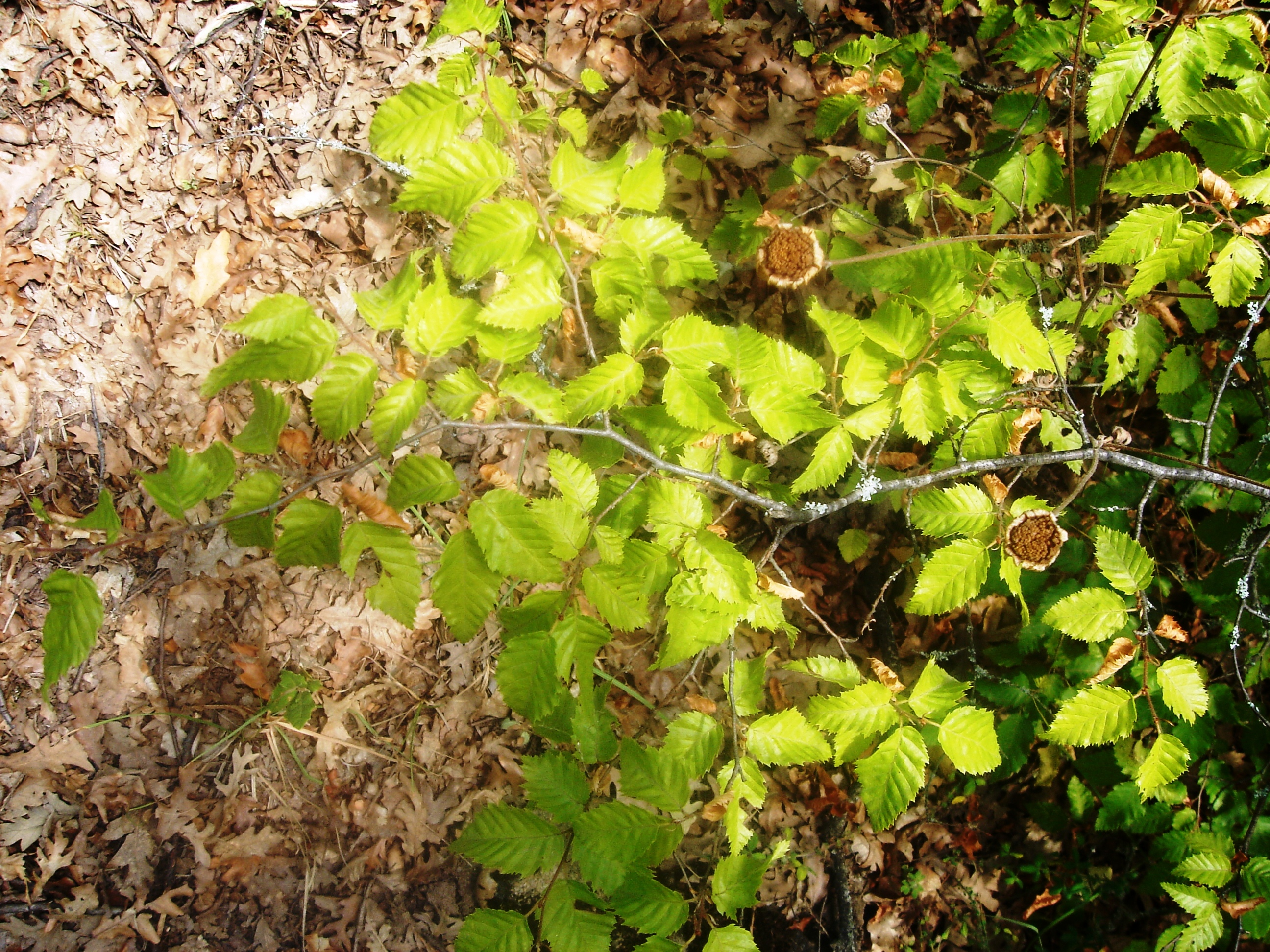
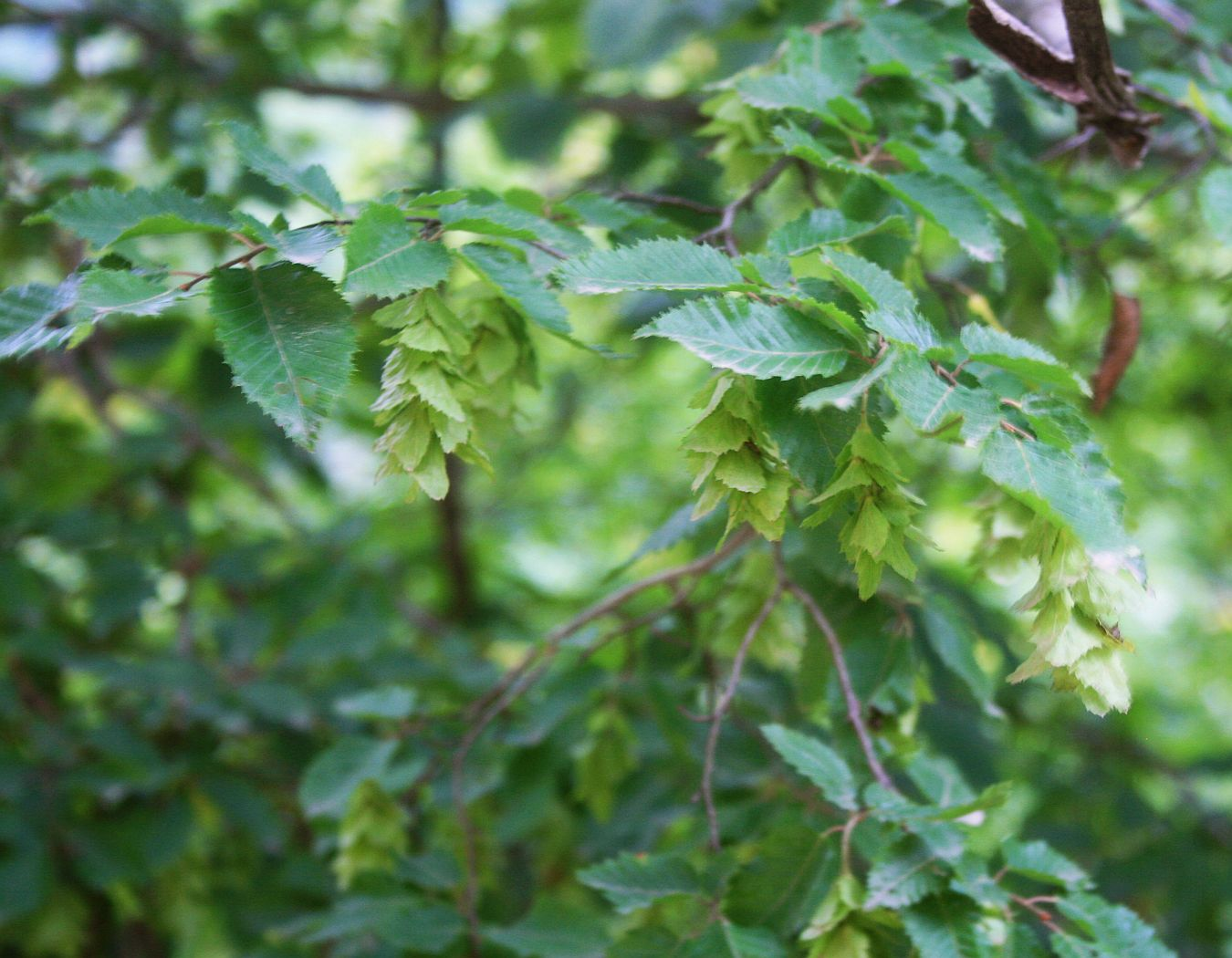
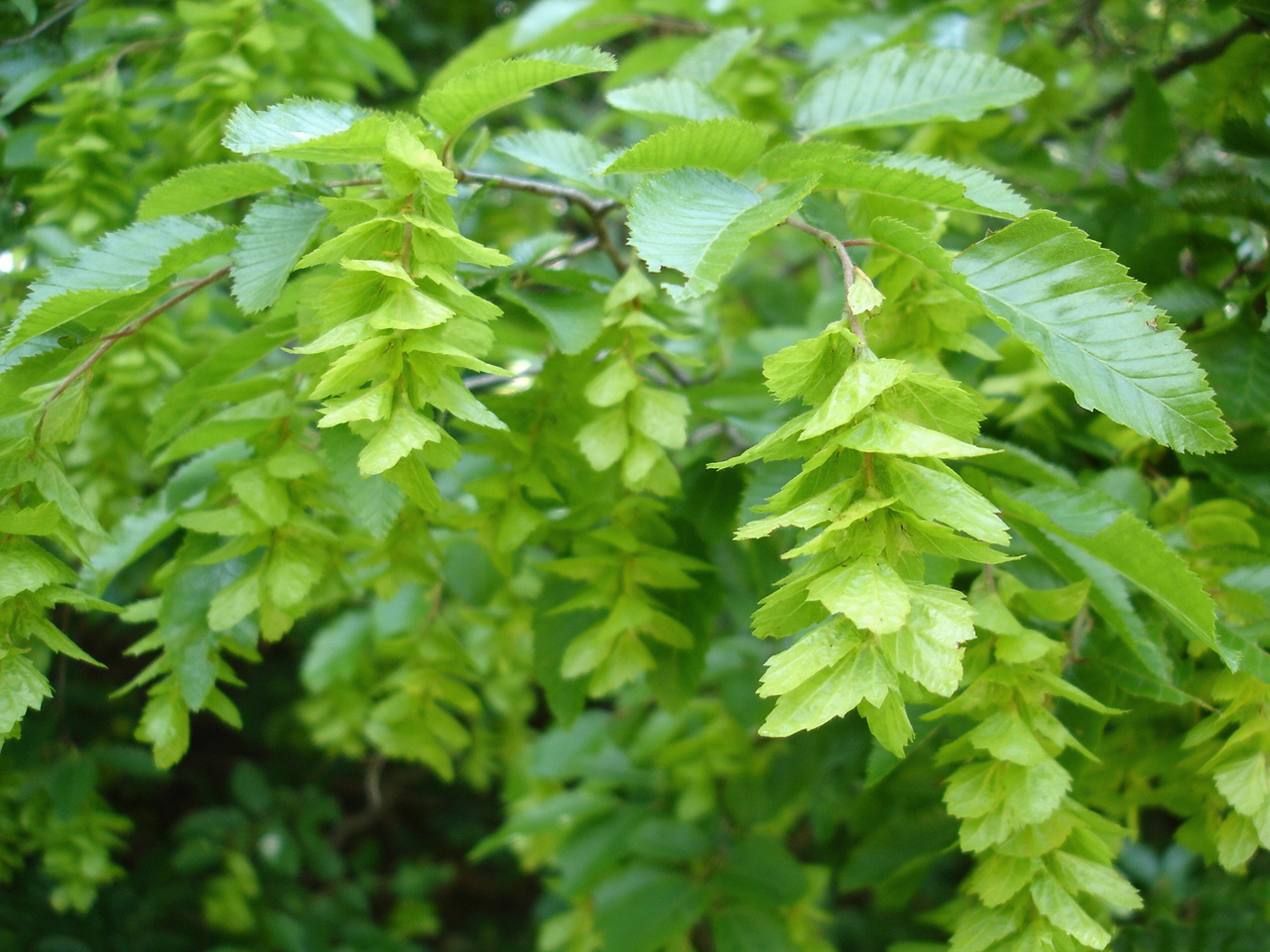
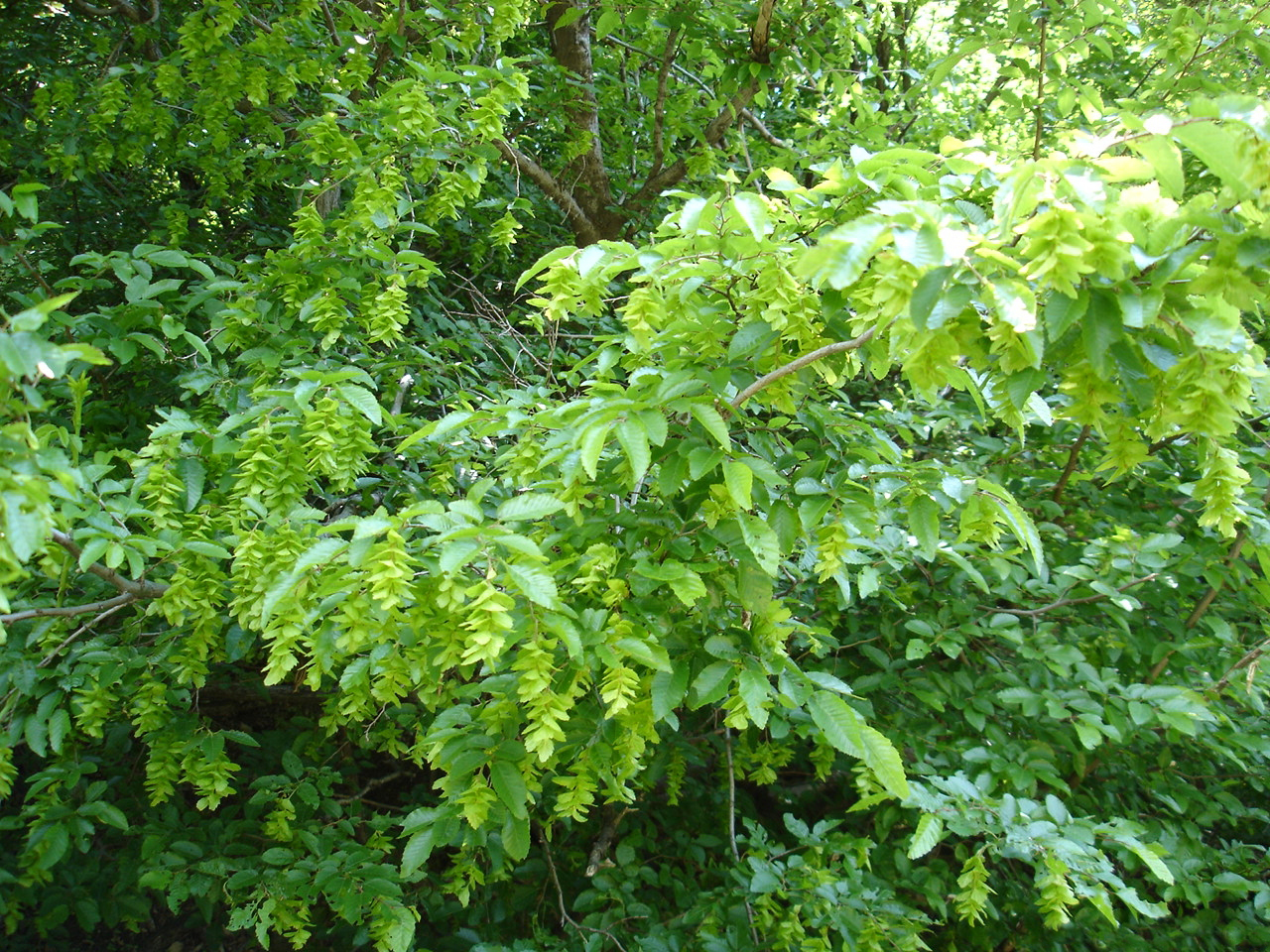
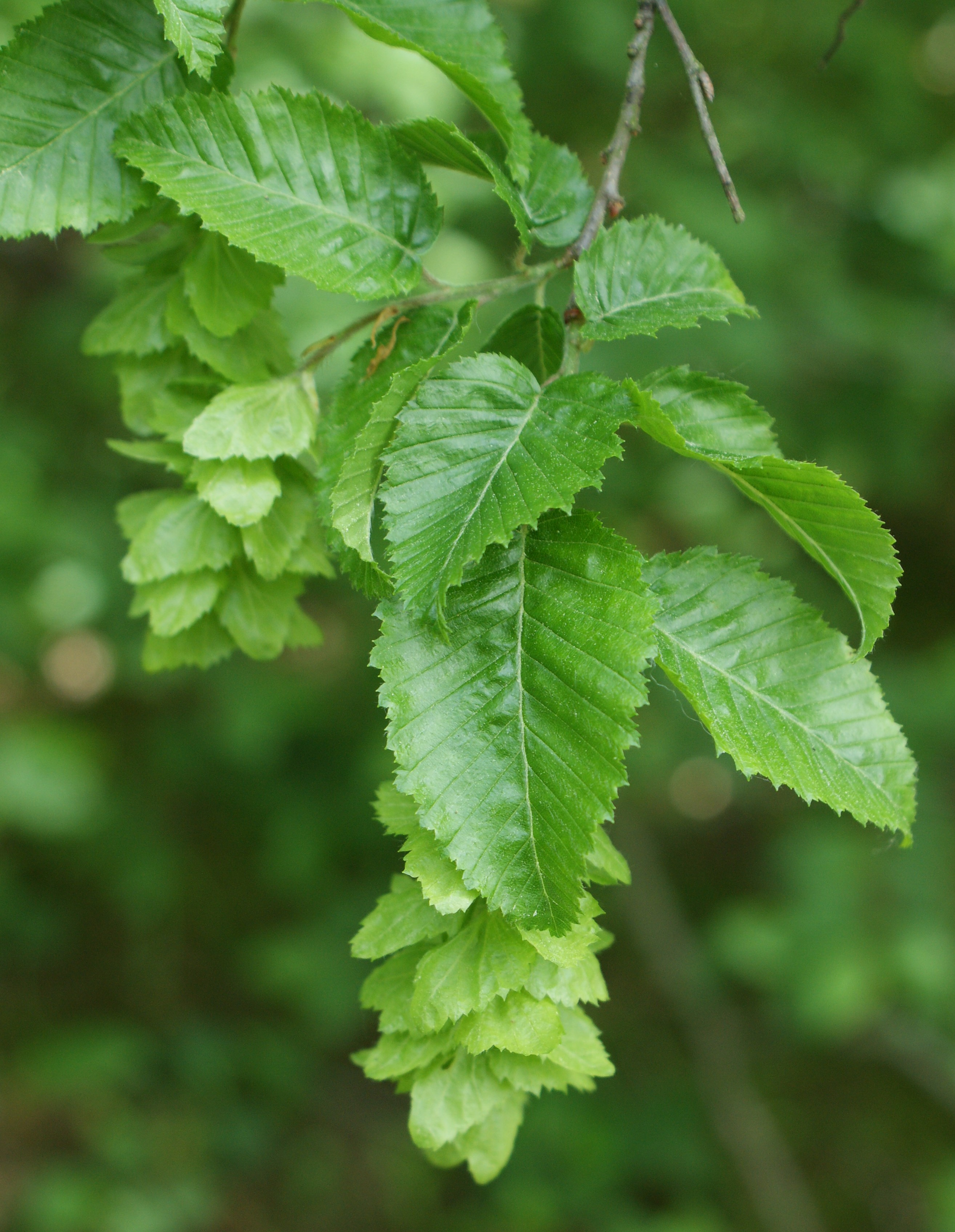
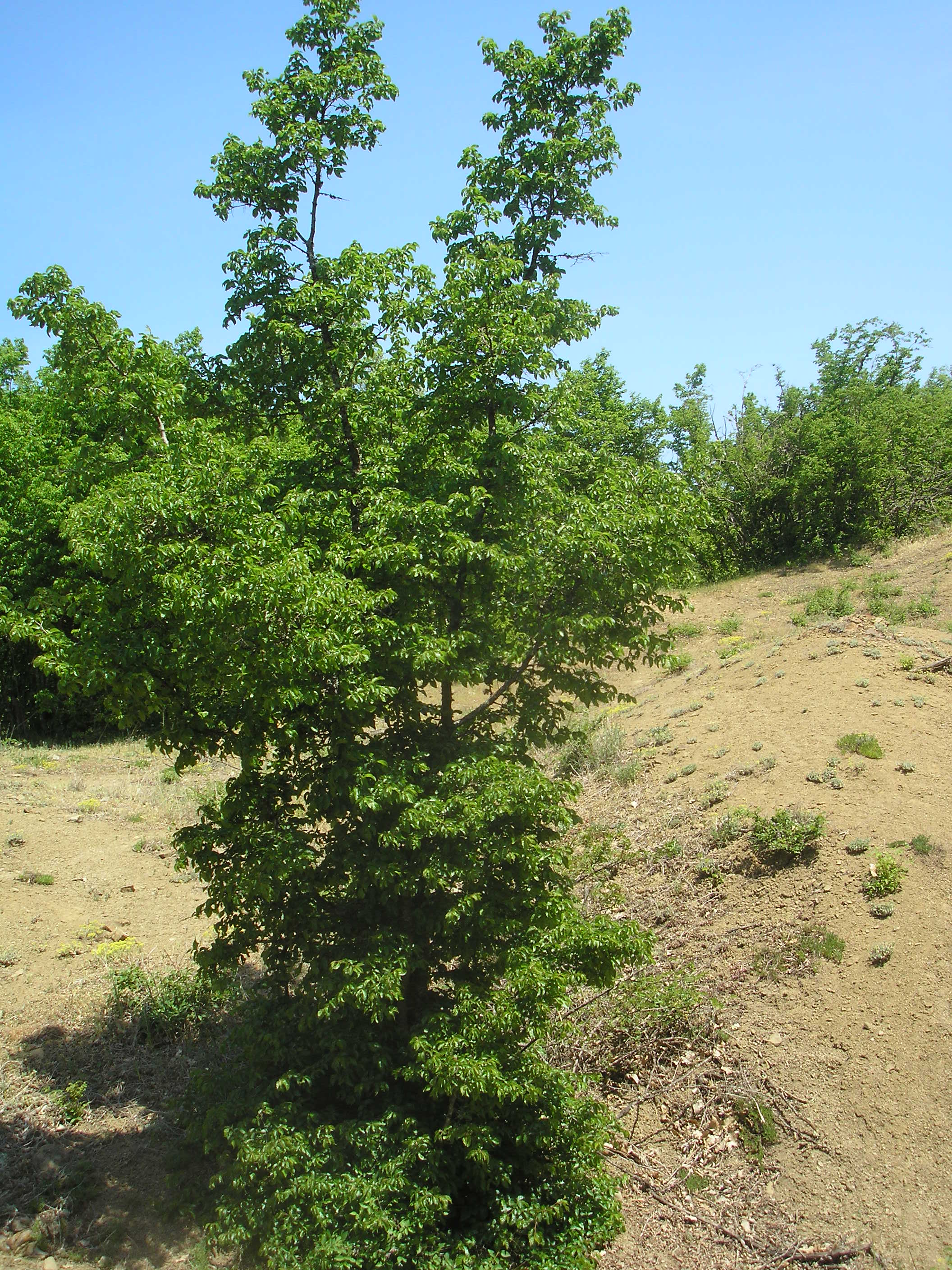